# Иглобрюхи
Иглобрюхи, или тетраодоны (лат. Tetraodon) — род лучепёрых рыб семейства иглобрюховых отряда иглобрюхообразных. Распространены в пресных водоёмах Африки, Южной и Юго-Восточной Азии, прибрежных водах Индийского океана и Океании. Общая длина тела достигает от 5 см (T. kretamensis) до 67 см (T. mbu).

## Виды
В роде Tetraodon 23 вида: 
- Tetraodon abei
- Tetraodon baileyi
- Tetraodon biocellatus
- Tetraodon cambodgiensis
- Tetraodon cochinchinensis
- Tetraodon cutcutia — Куткутия[1]
- Tetraodon duboisi
- Tetraodon erythrotaenia — Краснополосый тетраодон[3]
- Tetraodon fluviatilis — Зелёный тетраодон[4]
- Tetraodon hilgendorfii
- Tetraodon implutus
- Tetraodon kretamensis
- Tetraodon lineatus — Фахака[4]
- Tetraodon mbu — Мбу[1]
- Tetraodon miurus — Красноватый тетраодон[3]
- Tetraodon nigroviridis — Пятнистый зелёный тетраодон[4]
- Tetraodon palembangensis — Восьмёрочный тетраодон[3]
- Tetraodon pustulatus
- Tetraodon sabahensis
- Tetraodon schoutedeni — Леопардовый тетраодон[4]
- Tetraodon suvattii
- Tetraodon turgidus
- Tetraodon waandersii

## Фото

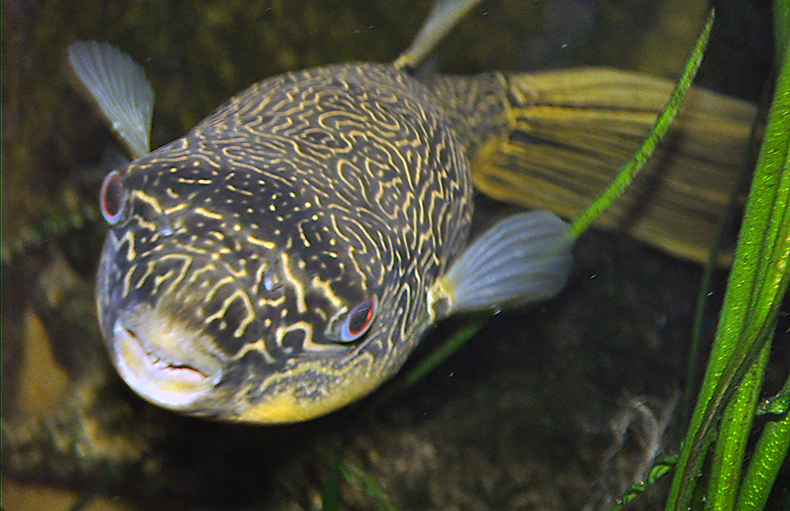
Мбу (Tetraodon mbu)
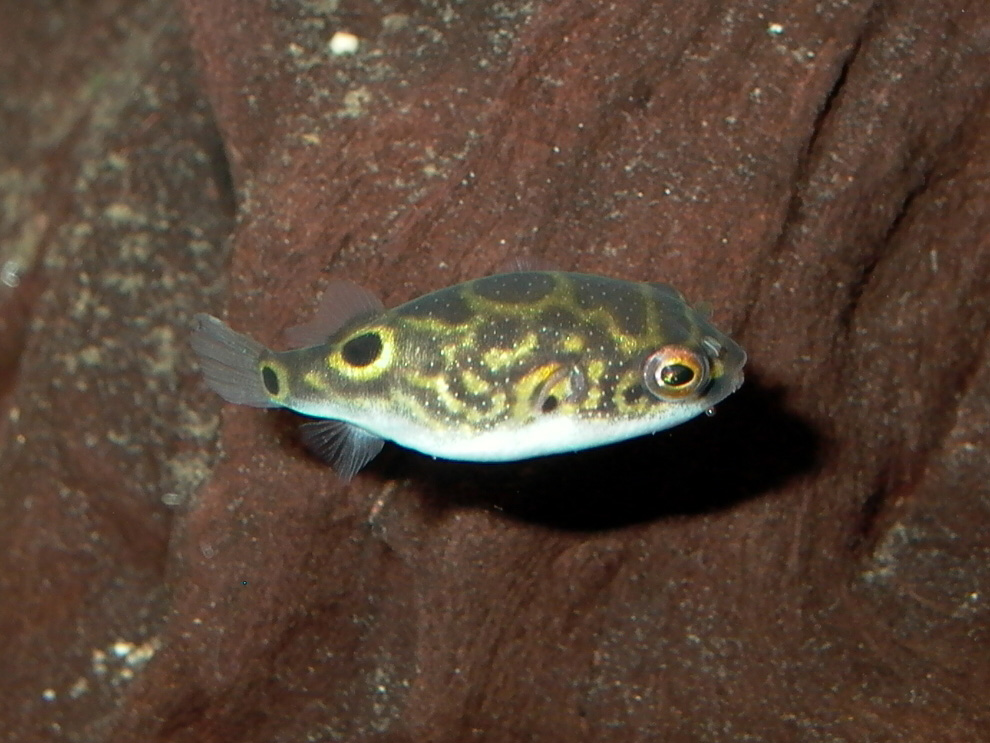
Tetraodon biocellatus
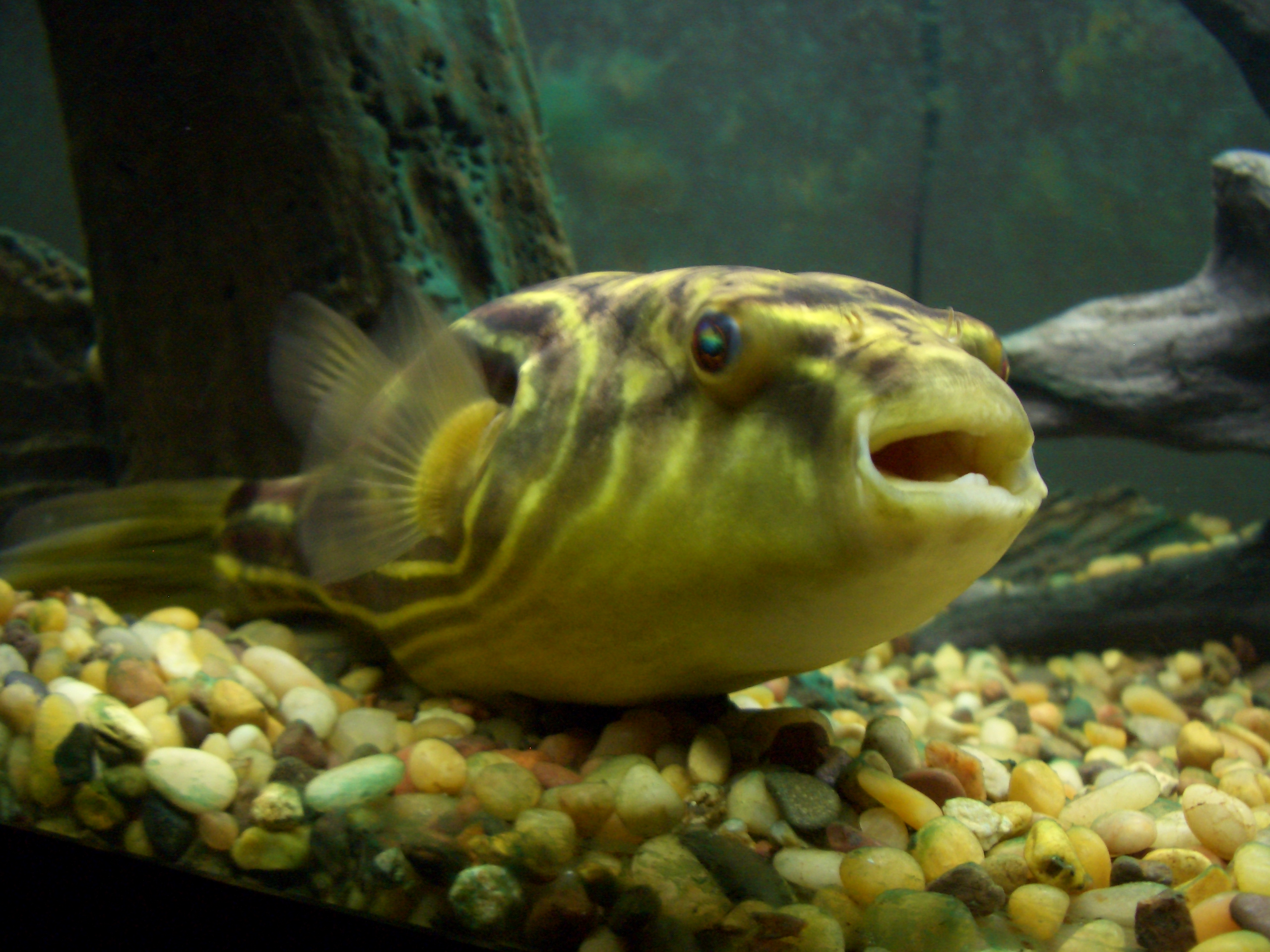
Фахака (Tetraodon lineatus)
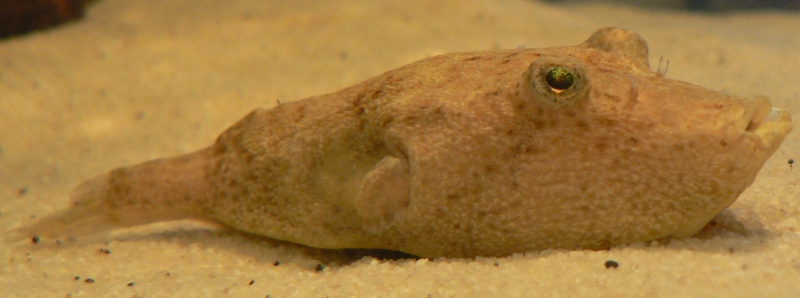
Tetraodon miurus
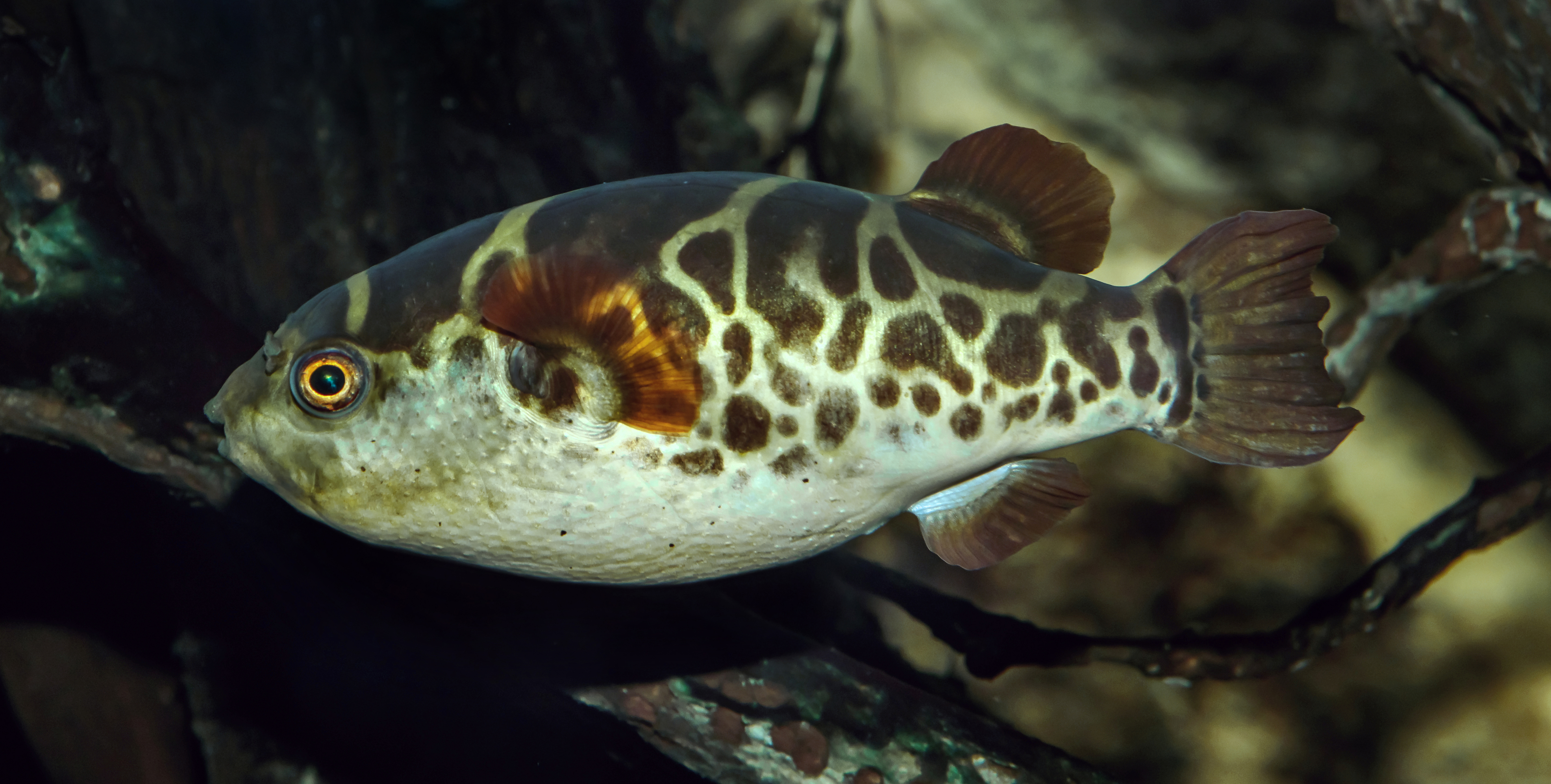
Зелёный тетраодон (Tetraodon fluviatilis)
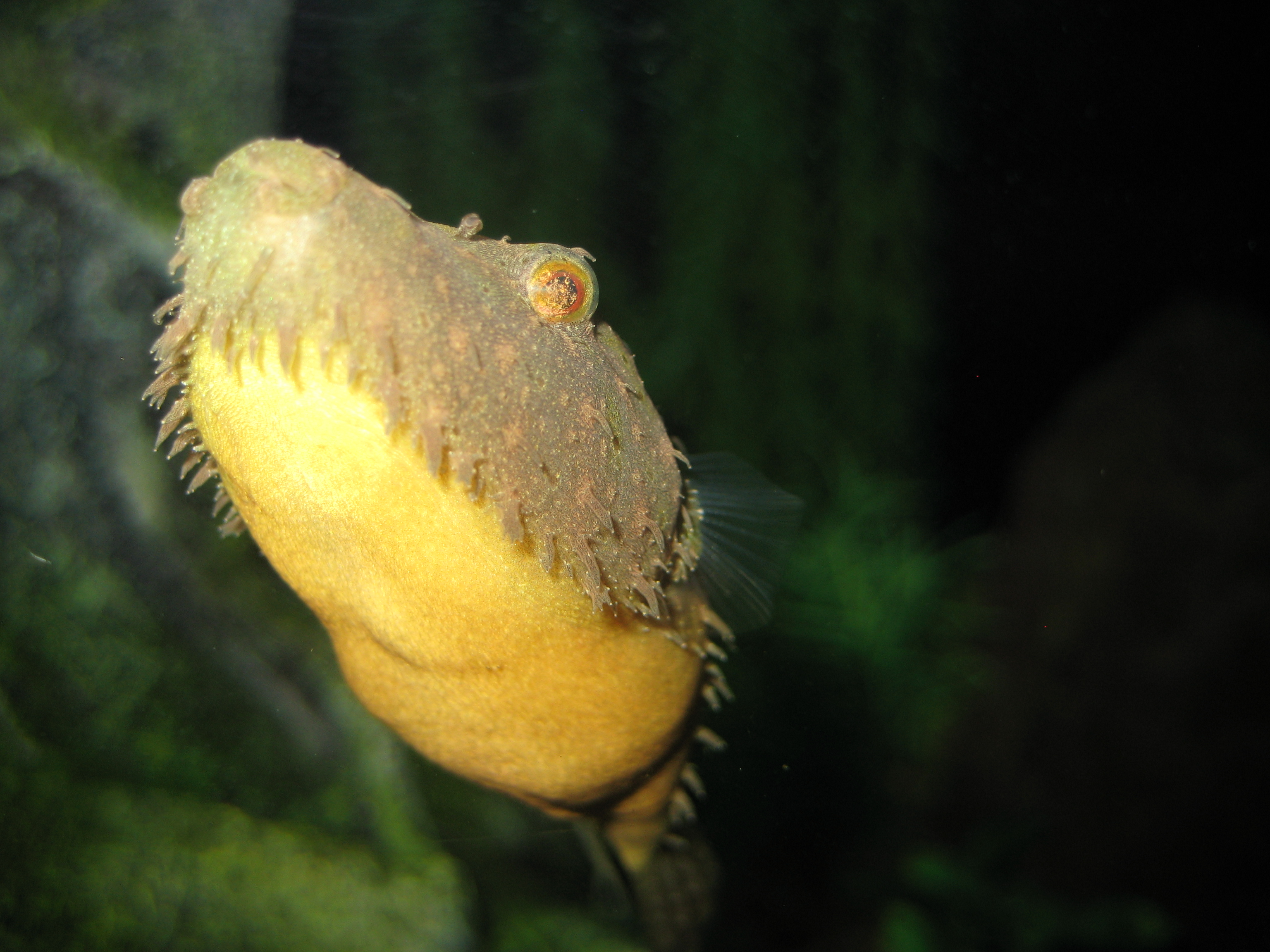
Tetraodon baileyi